# Българска тимелея
Българската тимелея (Thymelaea bulgarica Cheshm.) е едногодишно тревисто растение от семейство Тимелeеви (Thymelaeaceae), български ендемит. Вписано е в Червената книга на България като застрашен вид.

## Описание
Българската тимелея е едногодишно тревисто растение. Стъблото му е високо от 8 до 35 cm, тънко и нежно, неразклонено или слаборазклонено. Листата са последователни, приседнали, линейни, дълги 8 – 12 mm. Цветовете са двуполови и еднополови, зеленикаво-жълти, разположени в пазвите на горните листа. Прицветниците са яйцевидни или ланцетни, дълги 2 – 5 mm.
Цъфти през юли – август, плодоноси август – септември. Размножава се със семена, като семенната продуктивност е силно зависима от климатичните условия.

## Разпространение
Среща се в Източна Стара планина (Сините камъни), Знеполе, Пирин и Славянка на надморска височина от 900 до 1500 m. Обитава разредени субмедитерански храсталаци от Carpinus orientalis с участие на Fraxinus ornus, Cotinus coggygria, Syringa vulgaris и тревна покривка главно от степни и ароматни видове. Вирее на канелено-горски, сухи, каменисти, отцедливи и силно ерозирани с варовита скална основа почви. Популациите са с численост 25 – 100 индивида, разпръснати върху площ от няколко m2. 

## Застрашеност
Находищата на българската тимелея са застрашени от засушаването на климата, пороища и ерозия на почвата, както и от утъпкване от туристи. Малката численост и площ на популациите, годишните вариации в семепродуктивността и числеността им поради на годишните климатични условия са отрицателно действащи фактори.

## Опазване
Българската тимелея е вписана в Червената книга на България. Част от находищата ѝ са в защитени територии (природен парк „Сините камъни“, национален парк „Пирин“), част попадат в защитени зони от Европейската екологична мрежа „Натура 2000“ в България.
За да бъде опазена, българската тимелея трябва да бъде включена в Закона за биологичното разнообразие като застрашен вид. Необходимо е коригиране на туристическите маршрути през находищата, както и строго спазване на предвидените мерки за защита в съответните Планове за управление.